# Albrecht von Sydow
Albrecht Wilhelm von Sydow (* 14. August 1799 in Potsdam; † 18. Juli 1861 in Magdeburg) war ein preußischer Generalmajor und Ritter des Johanniter-Ordens.

## Leben

### Herkunft
Albrecht war ein Sohn des Landrats des Kreises Dramburg und Herrn auf Zietensier Rudolf von Sydow (1776–1814) und dessen Ehefrau Luise Christine, geborene von Berg (1783–1856). Sein Vater starb als preußischer Leutnant an seiner in der Schlacht bei Dennewitz erlittenen Verwundungen. Der preußische Legationsrat Rudolf von Sydow (1805–1872) war sein Bruder.

### Militärkarriere
Sydow trat während der Befreiungskriege am 1. Januar 1814 als Musketier in das 17. Infanterie-Regiment der Preußischen Armee ein, wurde Mitte Mai 1815 als Portepeefähnrich in das Kaiser Franz Grenadier-Regiment versetzt und avancierte Anfang Oktober desselben Jahres zum Sekondeleutnant. Zur weiteren Ausbildung war er 1819/22 an die Allgemeine Kriegsschule und anschließend zur Erlernung des Ingenieurdienstes auf ein Jahr nach Koblenz kommandiert. Daran schloss sich bis 1828 eine Kommandierung zum Topographischen Büro nach Berlin an. Am 14. Juni 1829 erfolgte seine Beförderung zum Premierleutnant. Von 1829 bis 1833 war Sydow zur Garde-Unteroffizier-Kompanie kommandiert. Am 30. März 1836 kam er als Hauptmann und Kompaniechef wieder in das Kaiser Franz Grenadier-Regiment. Er wurde am 11. Juli 1844 zum Major befördert und als zweiter Kommandant des I. Bataillons im 3. Garde-Landwehr-Regiment nach Görlitz versetzt. Am 20. Mai 1849 beauftragte man ihn mit der Führung des großherzoglich mecklenburgisch-strelitzischen Linienbataillons. Sydow wurde am 23. März 1852 zum Oberstleutnant befördert und am 22. September 1852 zum Kommandeur des Leib-Infanterie-Regiments ernannt. In dieser Stellung stieg er am 22. März 1853 zum Oberst auf. Am 4. April 1857 wurde er als Kommandeur zur 25. Infanterie-Brigade versetzt und am 15. Oktober 1857 zum Generalmajor befördert.
Am 22. Mai 1858 wurde er dann als Kommandant in die Bundesfestung Luxemburg versetzt. In dieser Eigenschaft erhielt Sydow im Jahr 1859 das Ritterkreuz des Belgischen Leopoldsordens, die Lippische Militär-Verdienstmedaille, das Offizierskreuz des Ordens der Eichenkrone sowie die Waldeckische Verdienstmedaille. Anlässlich des Ordensfestes wurde er im Januar 1860 durch König Friedrich Wilhelm IV. mit dem Roten Adlerorden II. Klasse mit Eichenlaub ausgezeichnet. Ab dem 12. Juni 1860 war Sydow dann mit der Führung der 7. Division beauftragt, bevor er am 13. Mai 1861 einen zweimonatigen Monate Urlaub erhielt, um seine angeschlagene Gesundheit wiederherzustellen. Er starb aber bereits am 18. Juli 1861 in Magdeburg.

### Familie
Sydow heiratete am 30. Mai 1832 in Lilienthal Marie de Brunnet-Chatillon (1809–1840). Das Paar hatte einen Sohn:
- Albrecht (1840–1897), preußischer Oberst a. D., Kommandeur des Infanterie-Regiments Nr. 81 ⚭ 1868 Anna Elisabeth Henriette Maria Krug von Nidda (* 1843)

Nach dem Tod seiner ersten Frau heiratete er am 11. Februar 1842 in Potsdam Emma von Steinmetz (1803–1855), eine Tochter des Generals Karl Friedrich Franciscus von Steinmetz. Aus der Ehe ging die Tochter Maria (* 1843), Ehrenstiftsdame im Stift Heiligengrabe hervor.
Seine dritte und letzte Frau wurde am 19. November 1856 in Schorbus Klara von Schmieden (1812–1878).